# Korianderöl
Korianderöl, auch Koriandersamenöl, bezeichnet sowohl ein ätherisches  als auch ein fettes Öl aus den Samen des Echten Korianders  (Coriandrum sativum). 

## Ätherisches Korianderöl
Die Korianderfrüchte (auch Koriandersamen genannt) enthalten etwa 0,3–2 % ätherisches Öl (Coriandri aetheroleum). Das leicht gelbliche ätherische Öl besteht überwiegend aus  Monoterpenen, die Hauptkomponenten sind zu 65–85 % Linalool, und weiter α-Pinen, γ-Terpin, Campher, Limonen und p-Cymen, sowie die Monoterpenoide Linalylacetat und Geranylacetat u. a. Es hat etwa eine Dichte von 0,83–0,875 kg/l (25 °C). Das ätherische Korianderöl wird für verschiedene medizinische Anwendungen verwendet. Es kann auch aus den Korianderblättern, Blüten und Wurzeln in geringem Maße (ca. 0,1–0,25 %) ätherisches Öl gewonnen werden, das aber eine andere Zusammensetzung aufweist.

## Fettes Korianderöl
Die Koriandersamen enthalten neben dem ätherischen Öl auch etwa 13–23 % fettes Öl (Oleum coriandri). Die Triglyceride des fetten Korianderöls bestehen überwiegend aus Estern mit der Petroselinsäure, einer einfach ungesättigten Fettsäure, einem Isomer der Ölsäure. Die Hauptanwendung liegt in der Gewinnung der Petroselinsäure und der Biodieselproduktion. Die Petroselinsäure ist dann in die Laurin- und Adipinsäure, zwei wichtige chemische Grundstoffe (Waschmittel- bzw. Nylonherstellung), spaltbar. Es kann aber auch als Speiseöl verwendet werden.

## Galerie

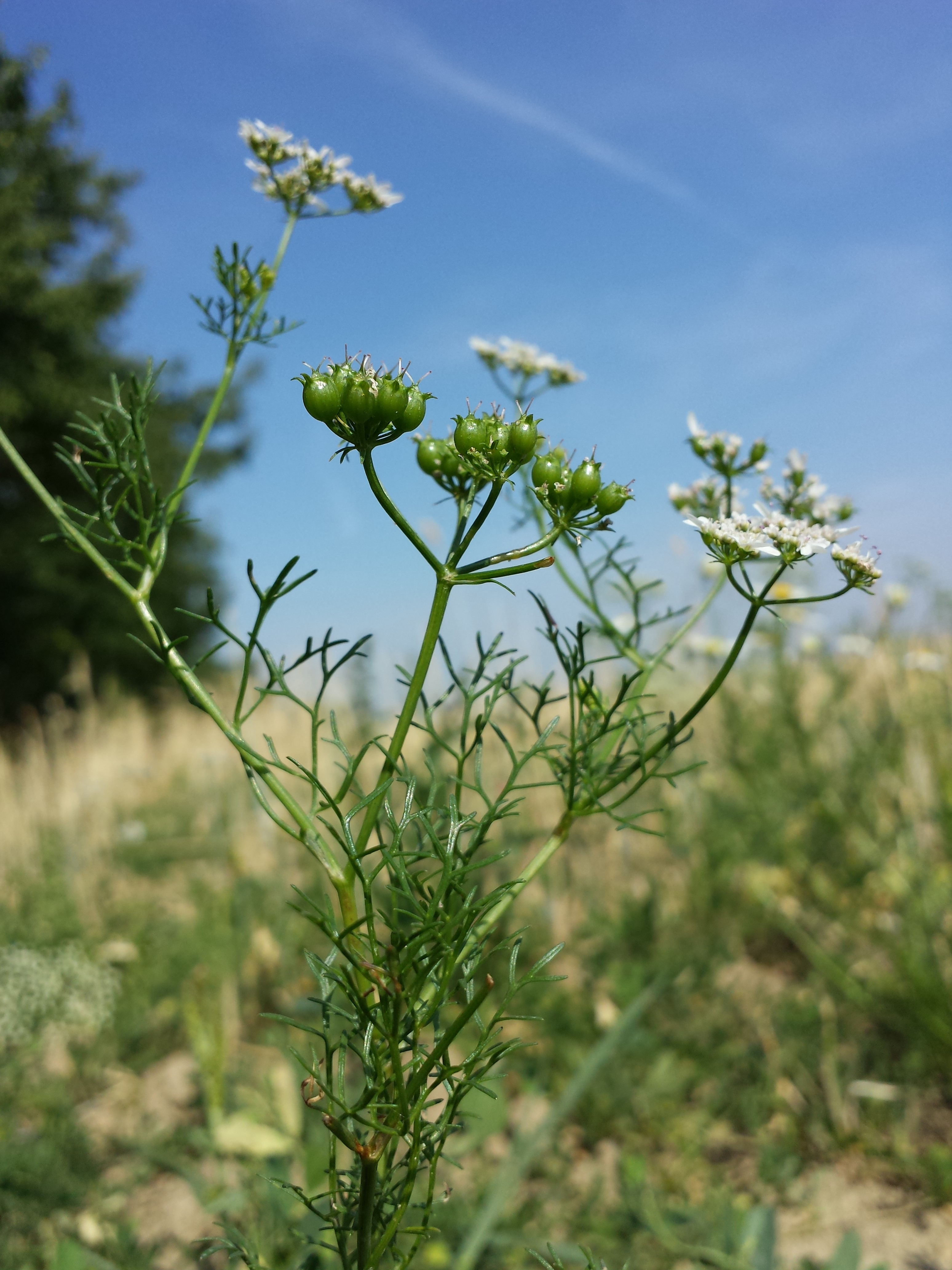
Coriandrum sativum
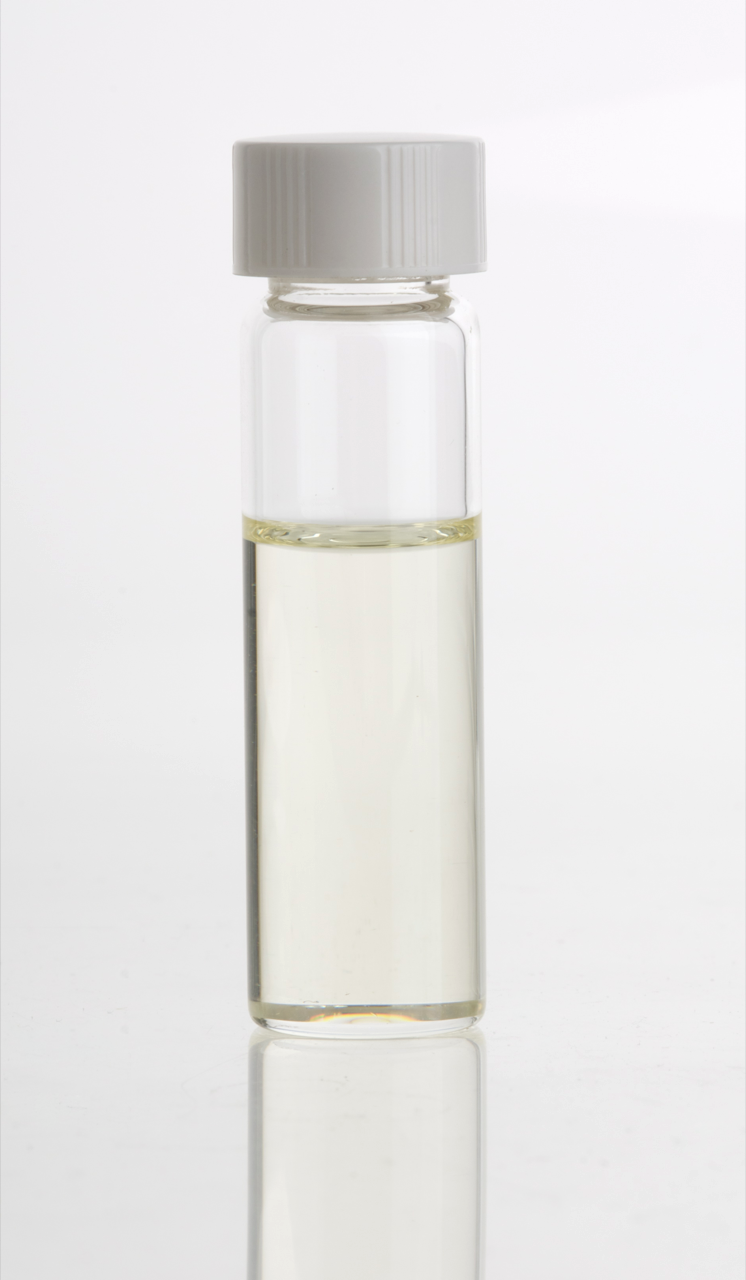
Ätherisches Korianderöl
Allgemeine chemische Struktur von Fetten. R1, R2 und R3 sind Fettsäurereste mit einer meist ungeraden Anzahl von Kohlenstoffatomen